# Alexianer

Ordenswappen

Die Ordensgemeinschaft der Alexianerbrüder, kurz Alexianer (lateinisch Congregatio Fratrum Alexianorum, Ordenskürzel: CFA; historisch auch Celliten und anders), ist eine römisch-katholische Brüdergemeinschaft, die vor allem in der Krankenpflege tätig ist.

## Strukturen

### Gegenwart
Im Jahr 2016 gab es etwa 70 Ordensbrüder in sieben Ländern, im Juni 2020 waren es noch 53 Brüder, davon 10 in Deutschland. Im Jahr 2023 waren es noch fünf Brüder in Deutschland. 
Die Kongregation besteht aus zwei Provinzen und zwei Regionen:
- Provinz der Unbefleckten Empfängnis in den USA, den Philippinen und Ungarn, gegründet im Jahr 1866
- St. Alexius Provinz Deutschland, mit drei Konventen in Aachen, Neuss und Münster. Das Provinzialat befindet sich in Münster. Die Stiftung der deutschen Ordensprovinz betreibt die Alexianer GmbH mit zahlreichen Krankenhäusern und Pflegeeinrichtungen in Deutschland und in Kerala (Indien).[1]

- Region Herz Jesu in Großbritannien und Irland mit Häusern in Manchester, London, Dublin und Limerick, gegründet 1875 in Manchester
- Region in Belgien, mit Häusern in Boechout, Tirlemont, Grimbergen und Henri-Chapelle, diese werden wahrscheinlich nur noch von Laien geführt

Das Generalat befindet sich in Signal Mountain in Tennessee in den USA. Der Generalprior ist seit 2016 Lawrence Krueger.
Die Alexianer sind nach ihrem Schutzheiligen Alexius von Edessa benannt.

### Historische Entwicklung der Strukturen
Im Mittelalter gab es fünf Provinzen in Brabant, Flandern, dem Rheinland und Sachsen (= Niedersachsen und Provinz Sachsen). Letztere löste sich im 16. Jahrhundert auf.
Im Jahr 1717 führten die schon lange bestehenden Spannungen zwischen den Konventen der rheinischen Provinz Overland zur Trennung der Aachener und Neusser Alexianer vom Kölner Konvent.
In der zweiten Hälfte des 19. Jahrhunderts gründeten Aachener Alexianer Niederlassungen in England, Irland und den USA. Damit entwickelte sich die Aachener Ordensgemeinschaft im Jahr 1866 zur weltweiten Kongregation der Alexianer mit vier Provinzen, davon zwei in Deutschland sowie jeweils eine in Großbritannien und den USA.
Die Provinzen unterstanden, wie schon in den Anfängen der Ordensgemeinschaft, der päpstlichen Jurisdiktion.
Im Jahr 1968 schlossen sich die Neusser und Kölner Alexianer zu einer eigenständigen Kongregationen bischöflichen Rechts zusammen, 1990 traten sie dann der weltweiten Kongregation bei. Im Jahr 2008 fusionierten die beiden deutschen Provinzen mit den Sitzen in Aachen und Neuss zur St. Alexius Provinz Deutschland.

## Geschichte

### Mittelalter
Die Anfänge der Bewegung sind nicht eindeutig festzustellen.
In Flandern (Mechelen 1306, Antwerpen 1342) und am Niederrhein (Köln 1306) gab es seit dem frühen 14. Jahrhundert Gemeinschaften von Laienbrüdern, die Kranke pflegten. Diese wurden als Matemans (Flandern), Lollarden oder Begharden (Köln) bezeichnet.
Besonders während der großen Pestepidemie 1348/49 leisteten sie wichtige Tätigkeiten auch bei der Totenbestattung.
Die einzelnen städtischen Konvente gaben sich jeweils eigene Satzungen und unterstellten sich den regionalen Bischöfen.
Im Jahr 1431 bezeichnete sie Papst Eugen IV. als Celliten. Diese Bezeichnung wurde seitdem häufiger für sie verwendet.
1468 nahmen sie auf ihrem ersten Generalkapitel in Lüttich die Augustinerregel an, worauf sie Papst Sixtus IV.  1472 als Orden anerkannte.
Von 1480 ist die erstmalige Bezeichnung Alexianer bekannt, benannt nach dem heilige Alexius von Edessa, der sein Leben in Armut und mit dem Dienst an Bedürftigen und Kranken verbrachte.
Unter Papst Julius II. wurden sie 1502 als exemter Orden bestätigt, mit dem Wahlspruch caritas Christi urget nos – „Uns treibt die Liebe Christi“ (2 Kor 5,14 ).

### Neuzeit

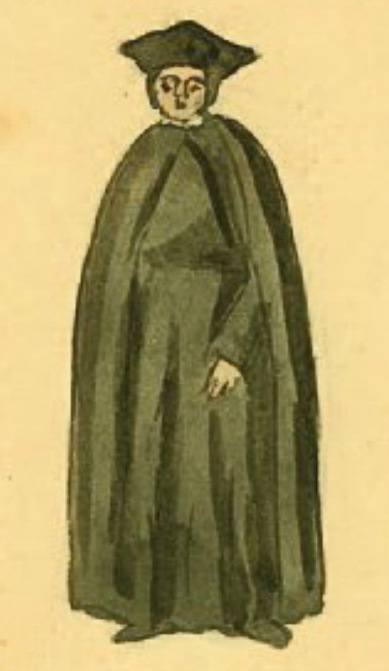
Cellenbroeder in Flandern, um 1850

Nach dem Dreißigjährigen Krieg und dem Rückgang der Pest übernahmen die Alexianer verstärkt mit der Pflege psychisch Kranker neue Aufgaben. So entstanden die ersten psychiatrischen Kliniken.
Um das Jahr 1805 blieben einige Alexianerniederlassungen von der Säkularisation verschont, da sie vor allem Krankenpflege betrieben.

### 20. und 21. Jahrhundert
In den Jahren der NS-Diktatur gerieten durch das Gesetz zur Verhütung erbkranken Nachwuchses vom 14. Juli 1933 auch die Alexianer in Bedrängnis. Sie versuchten, die ihnen anvertrauten Bewohner ihrer Häuser vor den „Euthanasie“-Morden zu schützen, u. a. indem sie ihre Schutzbefohlenen in die belgischen Häuser des Ordens verlegten – doch oft vergebens. Bruder Gereon Wittkamp, der Rektor von Haus Kannen bei Münster, berichtete dem Bischof von Münster, Clemens August Graf von Galen, von einer Mordaktion an 106 Bewohnern von Haus Kannen. Dessen berühmte Predigt am 3. August 1941 und seine Strafanzeige gegen die Mörder trugen entscheidend dazu bei, dass die Mordaktion ausgesetzt wurde.
Im Januar 2013 gründete die Ordensgemeinschaft der Alexianerbrüder eine rechtsfähige kirchliche Stiftung des bürgerlichen Rechts. Diese ist seitdem Gesellschafter der Alexianer GmbH, unter deren Dach sämtliche Einrichtungen und Dienste der Alexianer in Deutschland zusammengefasst sind. Gegenwärtig betreibt die Alexianer GmbH Krankenhäuser, medizinische Versorgungseinrichtungen sowie Einrichtungen der Senioren-, Eingliederungs- und Jugendhilfe in fünf Bundesländern.

## Historische Alexianerkonvente

### Historische Bezeichnungen
Die Konvente wurden in historischen Erwähnungen in den ersten Jahrzehnten verschieden bezeichnet
- Lollarden[6]
- Begarden, z. B. Köln 1306
- Willige Arme
- Trullebrodern (= Trullbrüder, Trollbrüder), von Trull = Diener?
- Celliten
- Cellenbrüder
- Cellenbroeders, niederländisch
- Matemans, niederländisch im 14. Jahrhundert

### Verbreitung
Alexianerkonvente gab es vor allem in Flandern, Brabant und den Niederlanden, sowie am Rhein und im mitteldeutsch-niedersächsischen Raum.

### Alexianerkonvente in deutschen Territorien

#### Mittelalterliche Gründungen

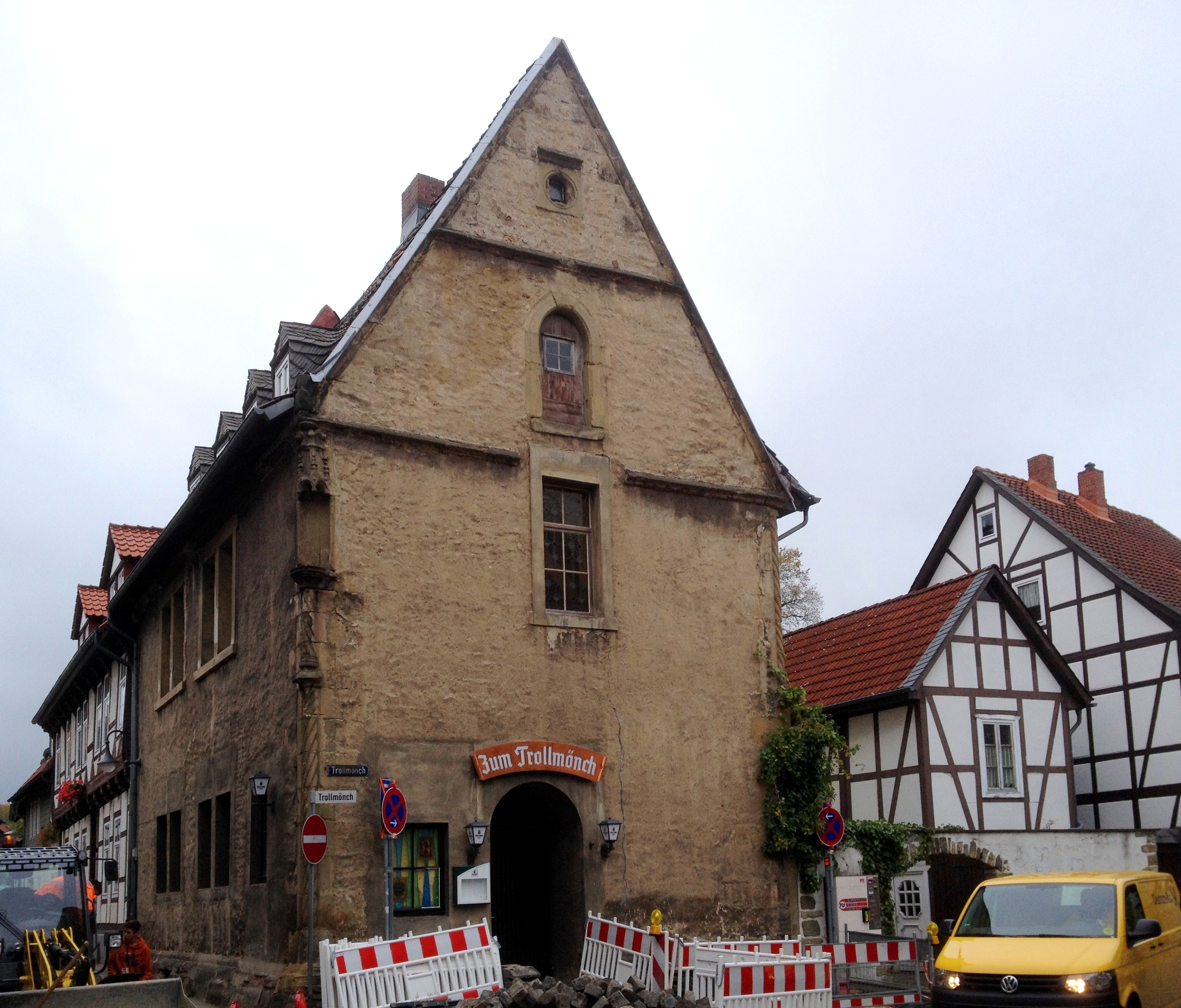
Trollmönch in Goslar

- Alexianerkloster Aachen, seit 1334
- Alexianer Braunschweig, um 1472 erhielten ein Haus, 1677 letzter Bruder gestorben, danach Armenhaus, Waisenhaus, Lazarett, nicht erhalten[8][9]
- Alexianer Frankfurt am Main
- Trollmönch Goslar
- Trillkloster Halberstadt, 1375–um 1540, um 1701–1810 wieder genutzt, 1860/75 Armenhaus, nicht erhalten
- Alexianer Hamburg
- Alexianer Helmstedt, 1503–1526 in der Stolzengasse, dann an Kloster Hamersleben gegeben[10]
- Lüllekehaus Hildesheim
- Alexianer Koblenz, seit 1354
- Alexianer Köln
- Alexianer Neuss
- Alexianer Straßburg, Elsass
- Alexianer oder Engelbrüder Trier, seit 1434[11]
- Alexianer Worms

#### Neuzeitliche Gründungen
- Elsdorf (?)
- Krefeld
- Mönchengladbach, St. Josef, 1859–1956
- Münster, Haus Kannen

### Alexianerkonvente in Belgien und den Niederlanden
In Flandern, Brabant und den Niederlanden gab es einige Alexianerniederlassungen, von denen einige relativ große Anlagen waren (Amsterdam). Sie werden heute meist als Cellenbroeders (Cellenbrüder) bzw. Cellebroederkloosters (Cellenbrüderkloster) bezeichnet.
Belgien
- Antwerpen, seit 1342
- Brügge
- Gent
- Löwen (Leuven), seit 1345
- Mechelen, seit 1305, ältestes bekanntes belgisches Alexianerkloster

Niederlande
- Amsterdam
- Kampen
- Maastricht
- Nijmegen, jetzt Musezum